# Juan David Bravo Padilla
Juan David Bravo Padilla (Medellín, 1º aprile 1990) è un calciatore colombiano, difensore del West Armenia.

## Carriera
Ha giocato nella seconda divisione argentina e nella massima serie armena.

## Palmarès

### Club

#### Competizioni nazionali
- Coppa d'Armenia: 1

Ararat: 2020-2021
- Campionato armeno: 1

P'yownik: 2023-2024